# بيتر ريفيير
بيتر ريفيير (بالإنجليزية: Peter Rivière)‏ هو عالم إنسان بريطاني، ولد في 1934.